# Potamotrygon schroederi
Potamotrygon schroederi és una espècie de peix pertanyent a la família dels potamotrigònids.

## Descripció
- Fa 60 cm de llargària màxima.[5][6]

## Hàbitat
És un peix d'aigua dolça, bentopelàgic i de clima tropical (18 °C-25 °C).

## Distribució geogràfica
Es troba a Sud-amèrica: rius Apure (conca del riu Orinoco) i  Negro (conca del riu Amazones).

## Estat de conservació
Les seues principals amenaces són la degradació del seu hàbitat, la persecució que pateix a les zones turístiques per por de les lesions que pot causar i la seua captura amb destinació al comerç internacional de peixos d'aquari.

## Observacions
És inofensiu per als humans.